# 慈城郡
慈城郡（：／ Jasŏng gun */?）是朝鮮民主主義人民共和國慈江道北部的一個郡，東鄰兩江道，西隔鴨綠江（雲峰水庫）與中國吉林省相望，慈城江在慈城邑注入。面積887.4平方公里，2008年人口50,939人。下分1邑、2勞動者區、17里。

## 歷史
1433年設郡，1459年撤，1869年恢復。1895年屬江界府。1896年劃入平安北道。1949年劃入慈江道。